# Grand Prix der Volksmusik
De Grand Prix der Volksmusik is een in Duitsland sinds 1986 jaarlijks gehouden competitie in het maken van volksmuziek. Tot nu toe hebben er behalve artiesten uit Duitsland zelf ook artiesten uit Oostenrijk, Zwitserland en sinds 2000 Zuid-Tirol deelgenomen.
De Grand Prix der Volksmusik is een coproductie van de ORF, ZDF, SF DRS, Rai Sender Bozen en de   Arbeitsgemeinschaft zur Förderung der musikalischen Unterhaltung die in Oostenrijk wordt voorgezeten door Günter Tolar.

## Winnaars
2010 (Wenen): Belsy en Florian Fesl (Duitsland) - I hab Di gern
2009 (München): Vincent en Fernando (Zuid-Tirol) – Der Engel von Marienberg
2008 (Zürich): Die Klostertaler (Oostenrijk) – Heimat ist dort wo die Berge sind
2007 (Wenen): Sigrid & Marina mit den Zillertaler Haderlumpen (Oostenrijk) – Alles hat zwei Seiten
2006 (München): Rudy Giovannini, Belsy und der Coro Monti Pallidi (Zuid-Tirol) – Salve Regina
2005 (Zürich): Die Psayrer mit Barbara (Zuid-Tirol) – Berge im Feuer
2004 (Wenen): Die Ladiner (Zuid-Tirol) – Beuge dich vor grauem Haar
2003 (Rust): Marc Pircher (Oostenrijk) – Hey Diandl, spürst es so wia i
2002 (Meran): Nockalm Quintett & Stephanie (Oostenrijk) – Dort auf Wolke Sieben
2001 (Wenen): Marianne Cathomen (Zwitserland) – Hey Baby, küss mich noch mal
2000 (Zürich): Oswald Sattler & Jantje Smit (Zuid-Tirol) – Ich zeig dir die Berge
1999 (Erfurt): Monique (Zwitserland) – Einmal so, einmal so
1998 (Wenen): Francine Jordi (Zwitserland) – Das Feuer der Sehnsucht
1997 (Zürich): Sandra Weiss (Zwitserland) – Ich suche nicht das Paradies
1996 (Mainz): Daniela und Dirk (Zwitserland) – Monte Cristallo
1995 (Wenen): Geraldine Olivier (Zwitserland) – Nimm dir wieder einmal Zeit
1994 (Zürich): Henry Arland mit Hansi en Maxi (Duitsland) – Echo der Berge
1993 (Rostock): Die jungen Klostertaler (Oostenrijk) – An a Wunder hob i g'laubt
1992 (Zürich): Stefanie Hertel (Duitsland) – Über jedes Bacherl geht a Brückerl
1991 (Innsbruck): Alpentrio Tirol (Oostenrijk) – Hast a bisserl Zeit für mi
1990 (Saarbrücken): Kastelruther Spatzen (Zuid-Tiroler uitkomend voor Duitsland) – Tränen passen nicht zu dir
1989 (Linz): Stefan Mross (Duitser uitkomend voor Oostenrijk) – Heimwehmelodie
1988 (Zürich): Original Naabtal Duo (Duitsland) – Patrona Bavariae
1987 (Hannover): Maja Brunner (Zwitserland) – Das kommt uns spanisch vor
1986 (Wenen): Nella Martinetti (Zwitserland) – Bella Musica